# 真空泵

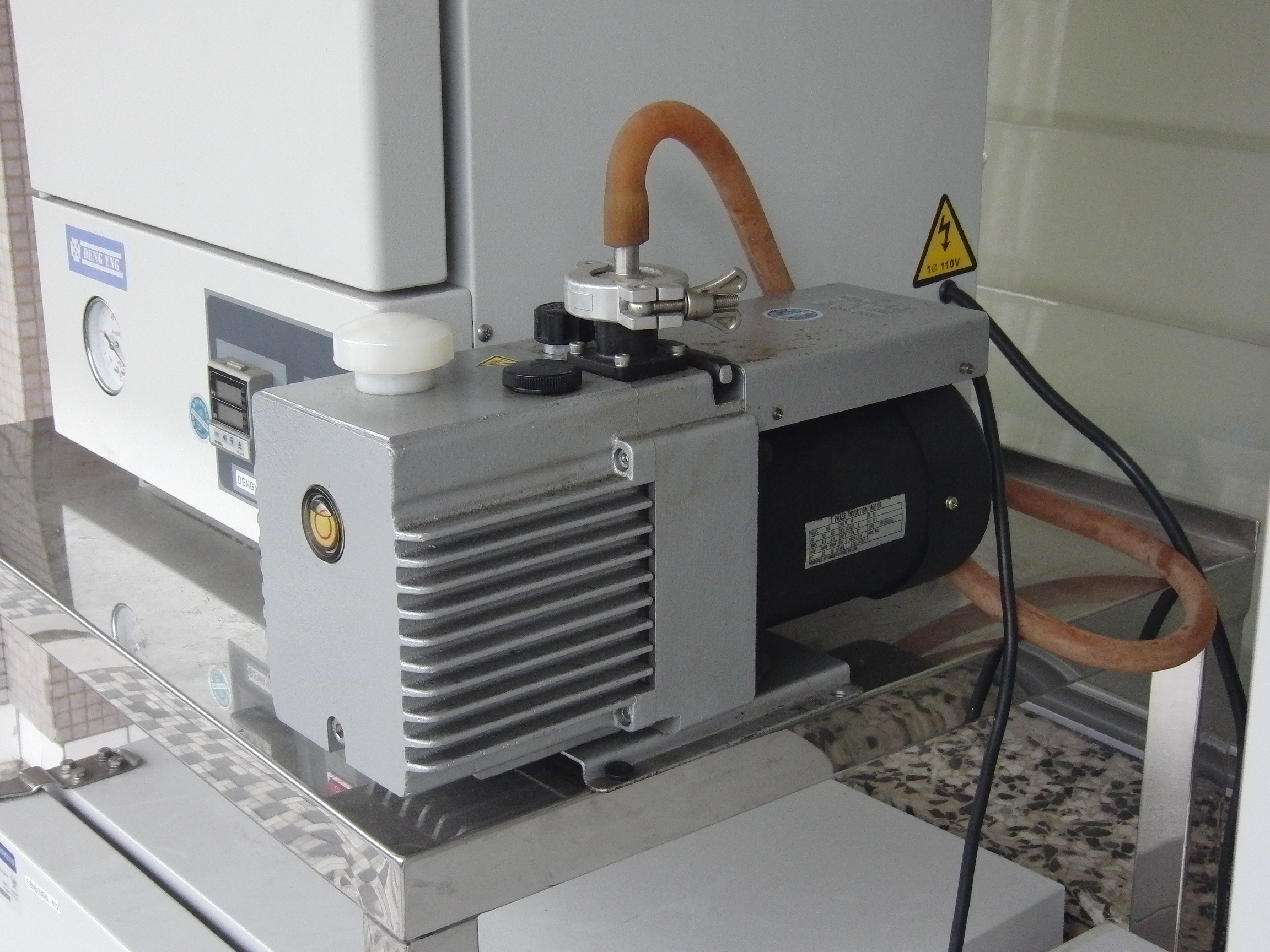
油式真空幫浦。

真空泵是制造真空的一种机械，由德國人奥托·冯·居里克最早於1650年發明，它可以把一个密闭的或半密闭的空间中空气排出或者吸收，达到局部空间的相对真空。常见的真空泵有往复式真空泵、水环泵、分子泵、旋片式真空泵、活塞式真空泵、摇摆活塞式真空泵、隔膜式真空泵、线性真空泵等。